# آنا رادیوس زوکاری

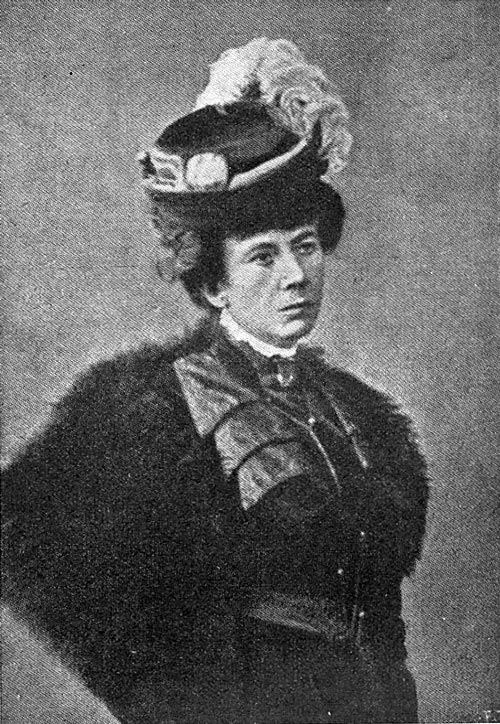
آنا زوکاری، اواخر قرن نوزدهم

آنا رادیوس زوکاری (۷ مه ۱۸۴۶ – ۱۳ ژوئیه ۱۹۱۸) نویسنده ایتالیایی بود که از نام مستعار نِرا استفاده می‌کرد.

## زندگی‌نامه
آنا رادیوس زوکاری دختر فرمو زوکاری، یک معمار برجسته بود، او در میلان به دنیا آمد و در کاراواجو بزرگ شد. مادرش را در سن ده سالگی از دست داد و فوت کرد و او توسط دو خاله مجرد و بزرگترش در خانواده پدرش بزرگ شد.  پدرش را در سن بیست سالگی‌ از دست داد. در سال ۱۸۷۱ با بانکدار امیلیو رادیوس ازدواج کرد. او اولین داستان کوتاه خود را در سال ۱۸۷۵ در نشریه گود (Il Pungolo) منتشر کرد. 
علیرغم زندگی حرفه‌ای او به عنوان یک نویسنده موفق، در دیدگاه او، فمنیسم واقعی یعنی جای زن در خانه است. 
آنا زوکاری در سن ۷۲ سالگی بر اثر سرطان در میلان درگذشت. 
در طول دوران قبل از مرگش، او خاطرات خود را دیکته کرد که بعد از مرگ او با عنوان «پرتره یک جوان قرن نوزدهم» (Una giovinezza del secolo XIX) منتشر شد.